# Mitsubishi Ki-15
Mitsubishi Ki-15 (jap. 九七式司令部偵察機 Kyunana-shiki sireibu teisatsuki) – japoński dwumiejscowy samolot rozpoznawczy podczas II wojny światowej. W amerykańskich oznaczeniach kodowych miał nazwę Babs.
Samolot był odpowiedzią na przeprowadzone w 1935 roku w Cesarskiej Marynarce Wojennej badania, które wskazywały na potrzebę stworzenia dwumiejscowego samolotu rozpoznawczego. Zbudowano dwa prototypy (jeden cywilny i jeden wojskowy), które wyposażono w silniki gwiazdowe Nakajima Ha-8. Loty próbne odbyły się bez żadnych problemów i samolot wszedł do produkcji seryjnej, a w 1937 roku pierwszy egzemplarz wszedł do służby w jednostkach bojowych. Cywilny prototyp pobił zaś rekord w długości przelotu, kiedy to wystartował z Tachikawa 6 kwietnia, a dotarł do Londynu 9 kwietnia 1937 roku, żeby uczestniczyć w koronacji króla Wielkiej Brytanii Jerzego VI. Przelot ten zajął mu 51 godzin, 17 minut oraz 23 sekundy.
Wojskowy typ samolotu odnosił duże sukcesy na początku wojny z Chinami i dzięki swojej dużej prędkości praktycznie wywalczył on sobie całkowitą przewagę powietrzną do  momentu, kiedy Chiny wprowadziły do służby radzieckie myśliwce Polikarpow I-16.
Kiedy produkcja samolotu została wstrzymana zbudowanych było ponad 500 Ki-15 różnych wersji. Na początku 1943 roku samoloty te wycofano z pierwszej linii, ale w końcowej fazie wojny wiele z nich zostało jeszcze wcielonych do służby jako samoloty kamikaze.

## Wersje
- Ki-15-I – pierwsza wersja produkcyjna tego samolotu.
- Ki-15-II – ulepszona wersja, w której silnik Nakajima został wymieniony na silnik o silniejszej mocy Mitsubishi Ha-26-I o mocy 671 kW. Nowy silnik miał także inna zaletę, którą było to, że posiadał on mniejszą średnicę niż starszy silnik, co zapewniało lepszy widok pilotowi. Wariant ten zaczął być produkowany we wrześniu 1939 roku.
- Ki-15-III – ulepszona wersja, która została zaprojektowana dla armii i była wyposażona w lepszy silnik gwiazdowy Mitsubishi Ha-102 o mocy 783 kW. Zbudowano tylko prototyp tej wersji, ponieważ w tym samym czasie nowocześniejsze samoloty o tym samym zastosowaniu znajdowały się już w trakcie produkcji.

## Bibliografia

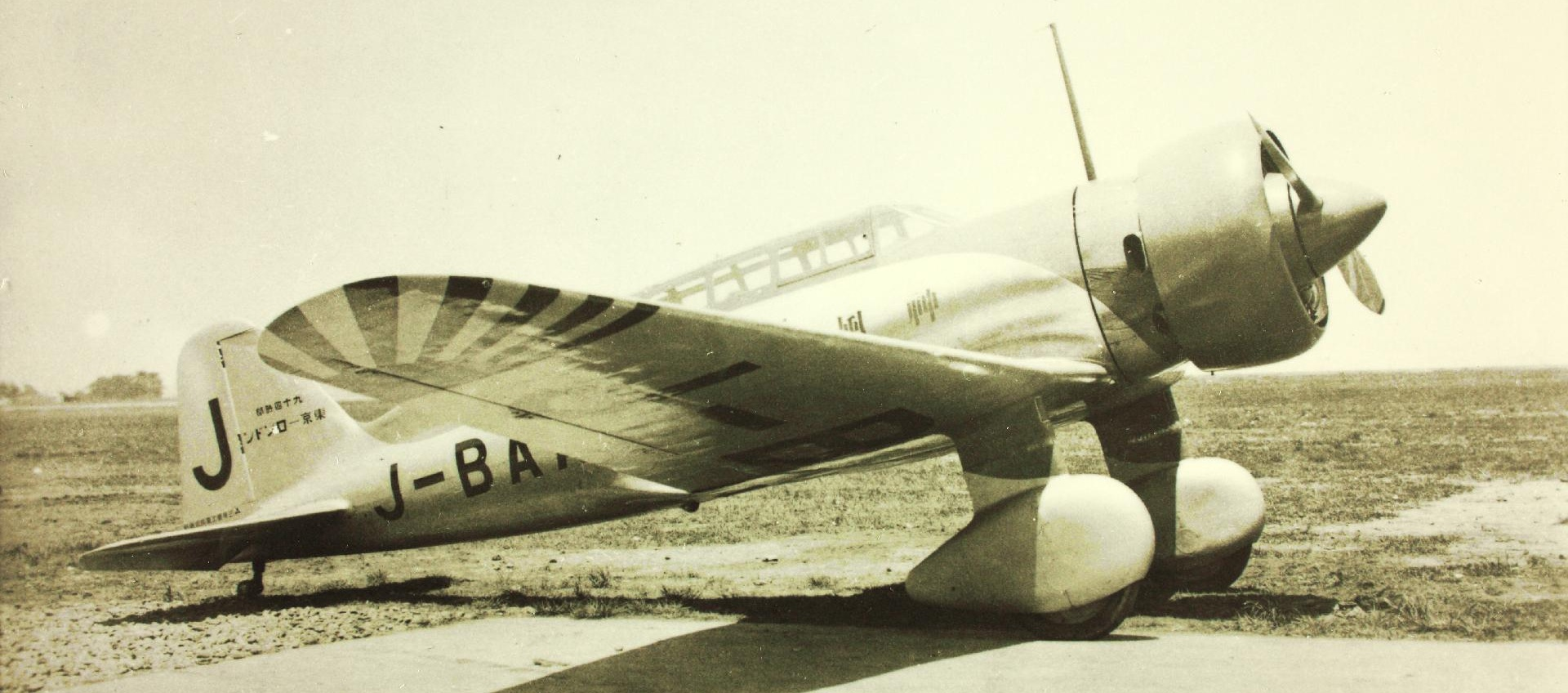
Mitsubishi Ki-15, który pobił rekord w długości przelotu pomiędzy Tachikawa a Londynem w kwietniu 1937 roku